# لوسی بیکن
لوسی انجلین بیکن (انگلیسی: Lucy Angeline Bacon؛ ۳۰ ژوئیهٔ ۱۸۵۷ – ۱۷ اکتبر ۱۹۳۲) یک نقاش اهل ایالات متحده آمریکا بود.

## نگارخانه
|  |  |  |